# 龍譽

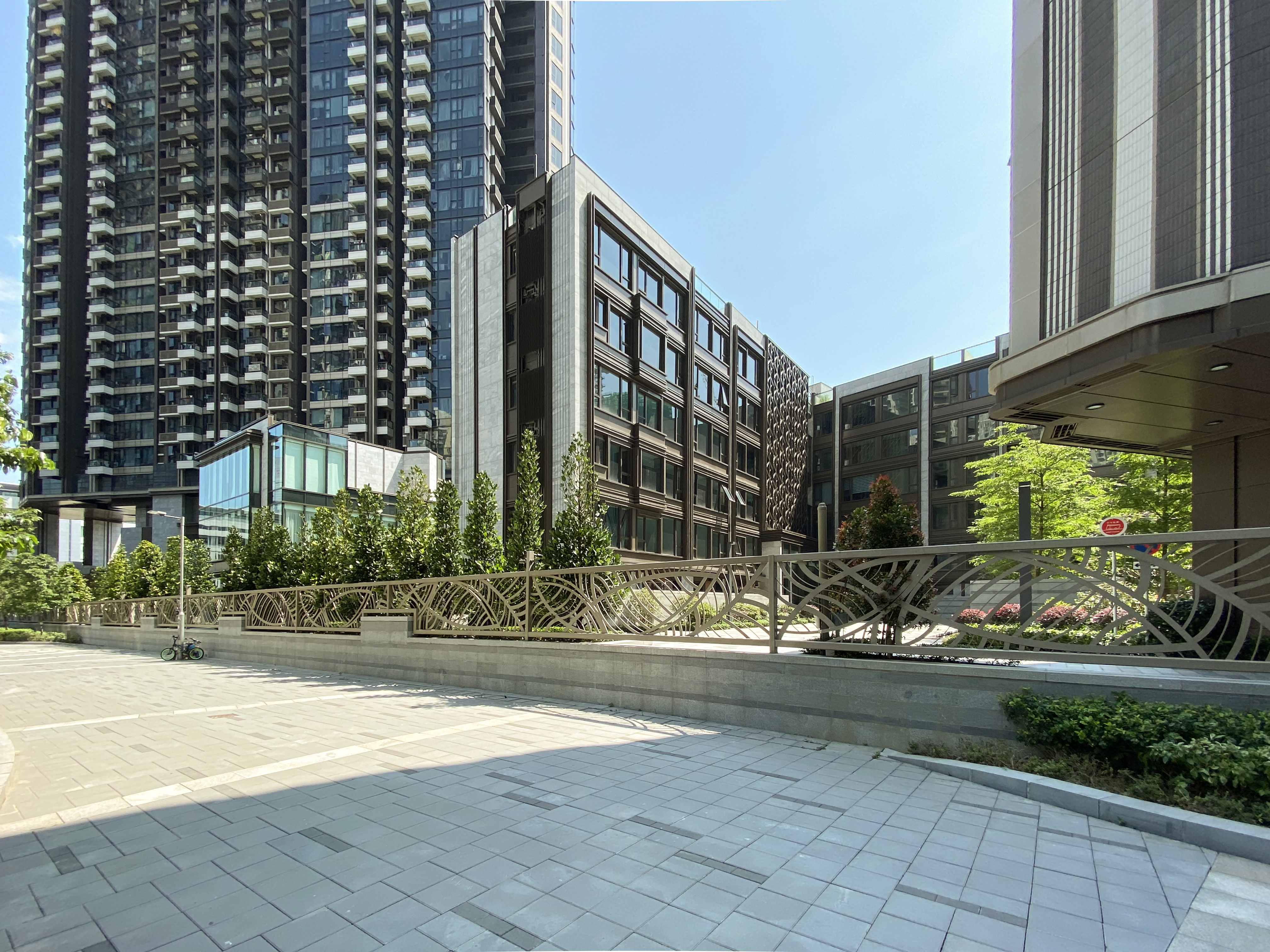
低座住宅

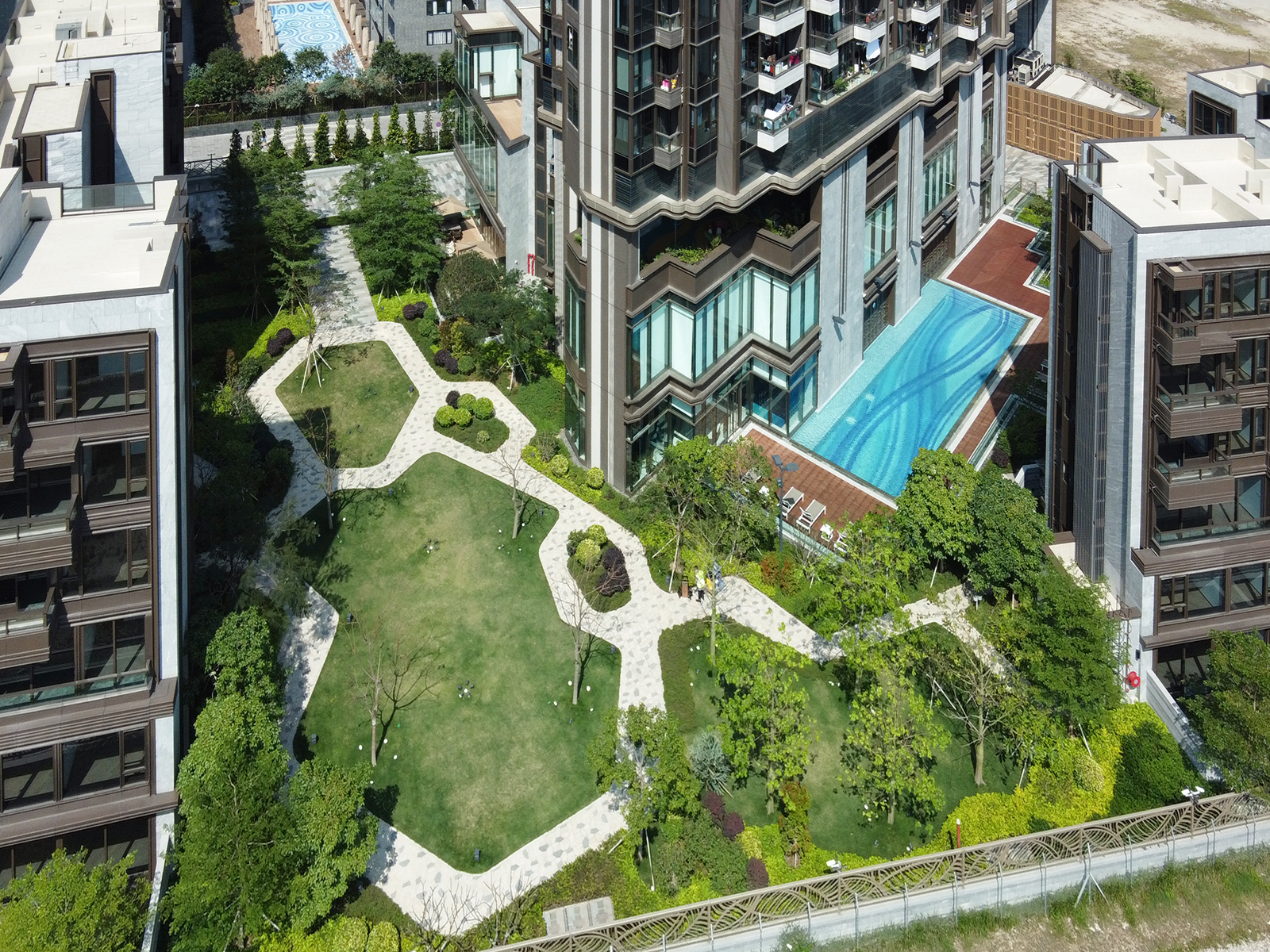
戶外花園和室外泳池

龍譽（英語：Vibe Centro）是一個位於九龍城區啟德發展區沐寧街9號的豪華住宅項目，發展商為保利置業，由建築師事務所劉榮廣伍振民建築師事務所設計，發展項目的認可人士為王明炎先生，總承建商為保華建業集團，修訂後的關鍵日期為2019年3月8日。
項目位於啟德發展區第1I區3號地盤，由保利置業於2014年2月25日以約39.23億投得，樓面呎價高達6,530元，創當時啟德區地皮呎價新高紀錄。這亦是該發展商在香港首個大型住宅項目。根據發展商表示，項目取名為龍譽，「龍」寓意啟德九龍核心區，「譽」寓意集團盛譽之作。

## 住宅
整個屋苑一共設有6座，分別4四座高座及兩座低座。
第1A及1B座以及第2A及2B座為高座，分別以相連設計並以防火門分隔。四座高座共提供880伙，戶型包括：
- 開放式（實用面積228至245方呎）
- 1房戶（實用面積306至363方呎）
- 兩房戶（實用面積489至549方呎）
- 3房戶（實用面積860至925方呎）
- 4房戶（實用面積1,010至1,147方呎）
- 覆式單位（實用面積2,315至2,703方呎）

而第3座及第5座為低座，共提供53伙，實用面積由746至1,377方呎，全部為覆式設計並部份附設私家花園、大型平台或天台。

## 屋苑配套
屋苑設有面積約35,172平方呎住客會所 THE VIBE，提供逾32項設施，包括健身室、室內及室外泳池、室內運動場、瑜伽室、泰拳訓練場、乒乓球室、美容按摩、桑拿室、兒童遊樂室及燒烤區等設施。另屋苑亦設有佔地約8,906平方呎的空中花園以及50,189平方呎的戶外花園。

## 升降機配置
龍譽升降機服務樓層列表（一律採用日立升降機）
- No. L1-1,L1-2,L1-3,L1-4（第1座4部載客升降機，HVF-1000-CO210）：B、G、1-3、5-12、15-23、25-33、35-38
- No. L1-5（第1座1部消防及載貨升降機，HVF-1250-CO150）：B、G、1-3、5-12、15-23、25-33、35-38、R
- No. L2-1,L2-2,L2-3,L2-4（第2座4部載客升降機，HVF-1000-CO210）：B、G、5-12、15-23、25-33、35-38
- No. L2-5（第2座1部消防及載貨升降機，HVF-1600-CO150）：B、G、1-2、5-12、15-23、25-33、35-38、R
- No. L3-1,L3-2（第3座2部載客升降機，VFI-II-900-CO90）：B、G、2、5
- No. L5-1,L5-2（第5座2部載客升降機，VFI-II-900-CO90）：B、G、2、5
- No. LM-1（1部停車場專用之升降機，OUG-900-CO60）：B、G
- No. LC-1（1部會所專用之升降機，OUG-10T-1150-CO90）：B、G、1-2

## 鄰近
- 啟德1號
- 天寰
- 嘉匯
- 嘉峯匯
- 尚．珒溋
- Oasis Kai Tak
- 啟朗苑/德朗邨
- 煥然壹居
- 啟德站D出口

## 入住藝人及知名人士
- 衛詩雅[5]
- 潘紹聰[6]
- 陳家樂
- 連詩雅
- 許明志

## 興建圖片

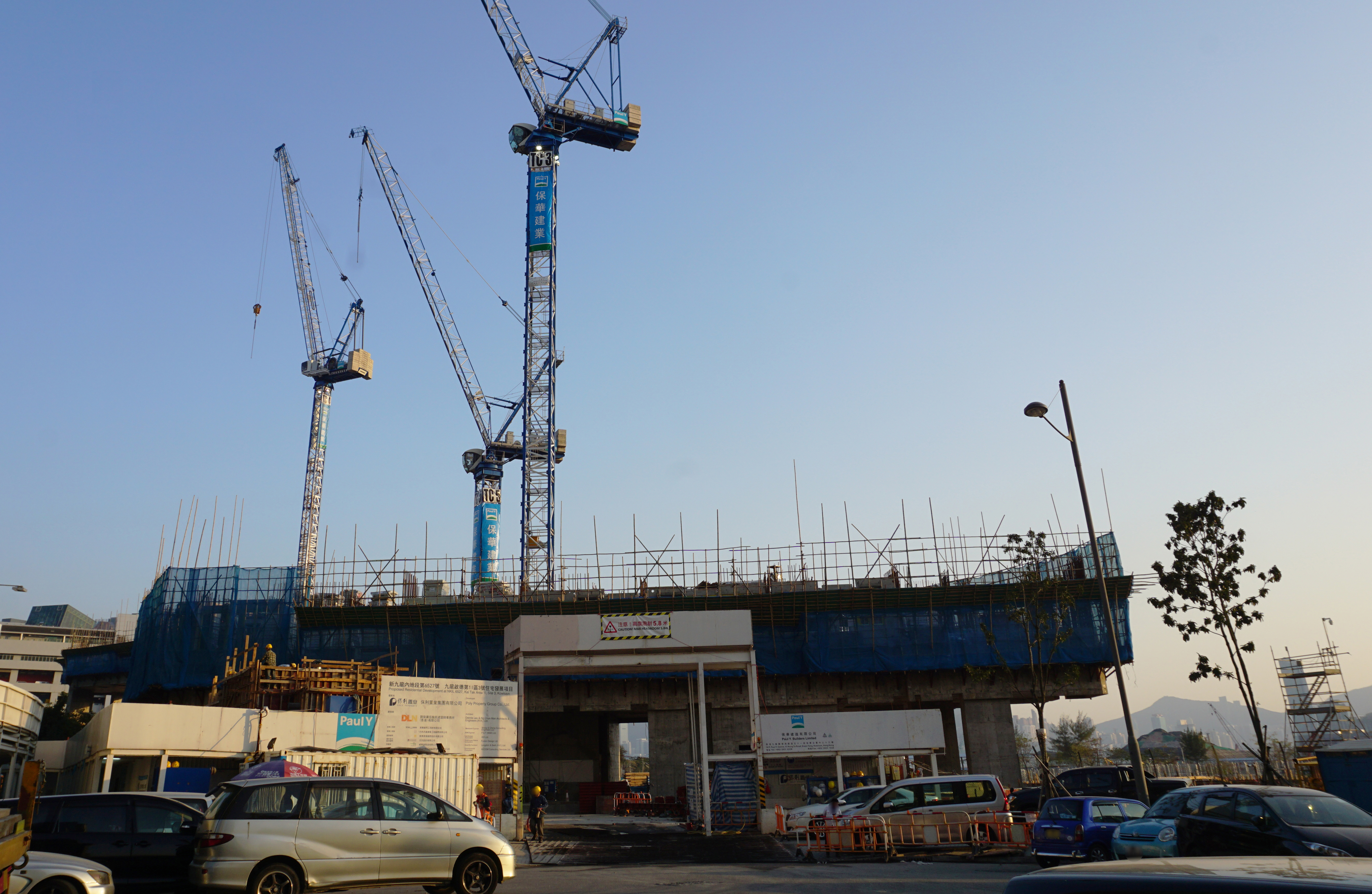
2017年2月
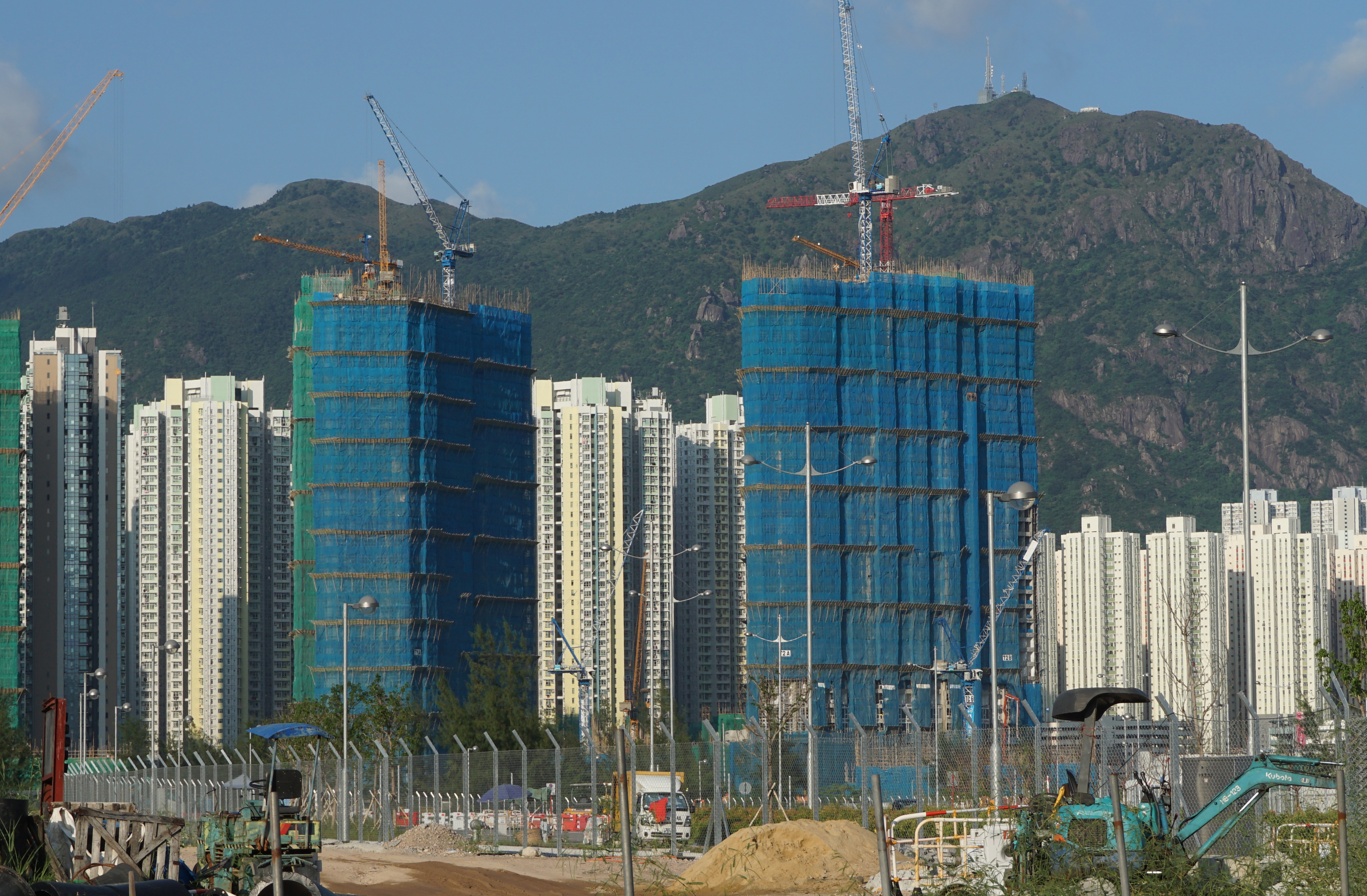
2017年10月
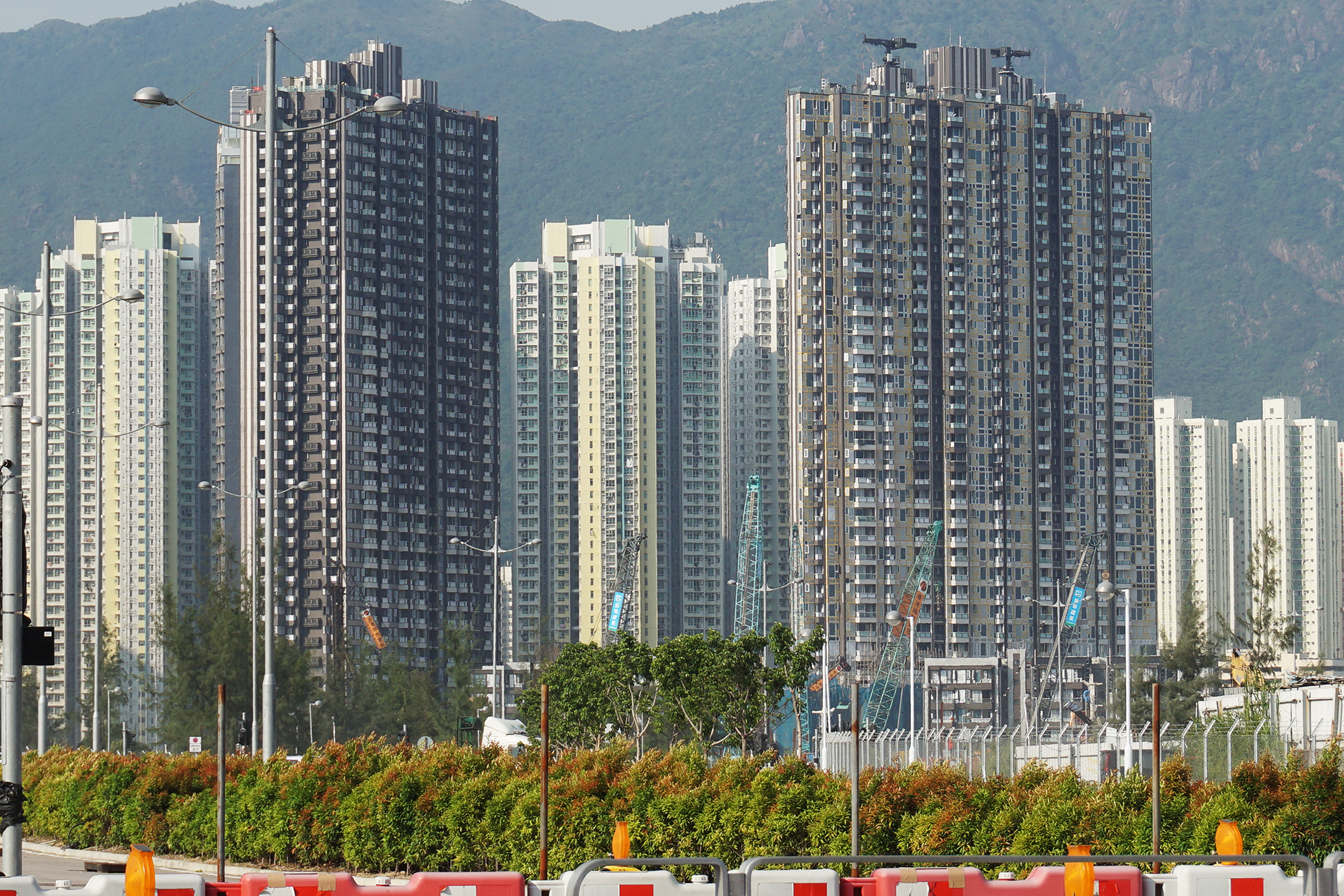
2018年7月

## 爭議
由於沙中綫偷工減料醜聞（已命名為屯馬綫）導致啟德站延遲至2020年2月14日通車，這衍生了在地鐵通車前沿線地區交通配套的不足問題。其中位於啟德發展區啟德坊更因規劃上以港鐵為核心，當時屯馬綫的延遲通車令區內交通配套變成「跛一邊腳」，出行只能靠區內餘下的兩條巴士路線或步行10分鐘到太子道東巴士站，相當不便。

## 外部連結
- 官方網站（页面存档备份，存于）